# NGC 5922
NGC 5922 est constitué de deux étoiles situées dans la constellation du Bouvier. L'astronome l'astronome germano-britannique William Herschel  a enregistré la position de ces étoiles le 9 avril 1787.
Le professeur Seligman souligne que cette entrée pourrait être la galaxie NGC 5923 située plus au nord.